# 傅錕
傅錕，河南省開封府祥符縣人，清朝政治人物、進士出身。
光緒二年，會試第26名；殿試登二甲第六十七名；授莱阳县知县。光緒十六年，因政績平平，后降職。